# 佐敦谷遊樂場

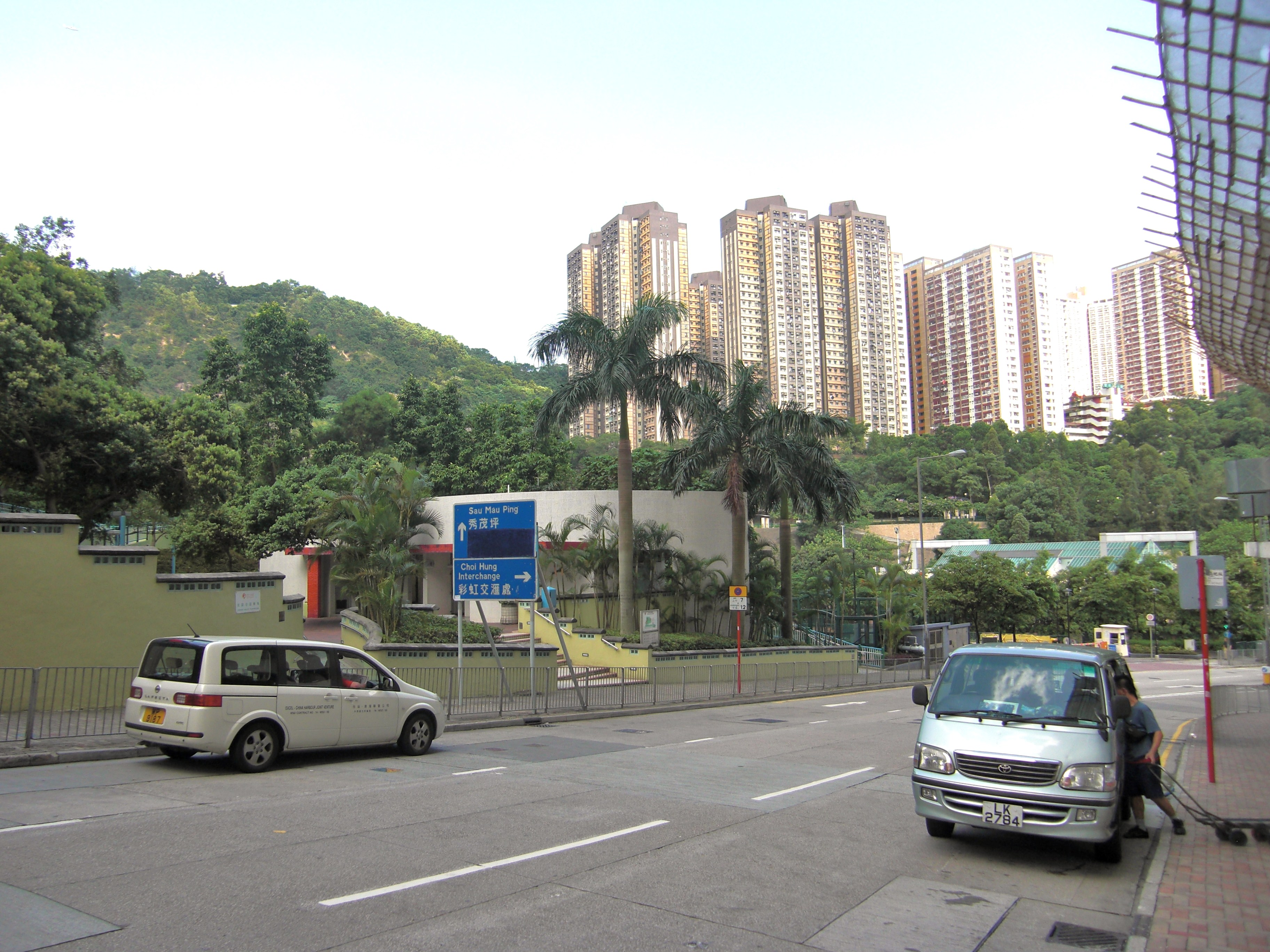
佐敦谷遊樂場第一期彩霞道入口（2009年9月）

佐敦谷遊樂場（英語：Jordan Valley Playground）是香港的一個分開3期興建的遊樂場，位於九龍觀塘區，共佔地約12.8公頃。第1期由市政局興建，第2期第1及第2階段則由康樂及文化事務署興建。現由康樂及文化事務署管理。

## 簡介

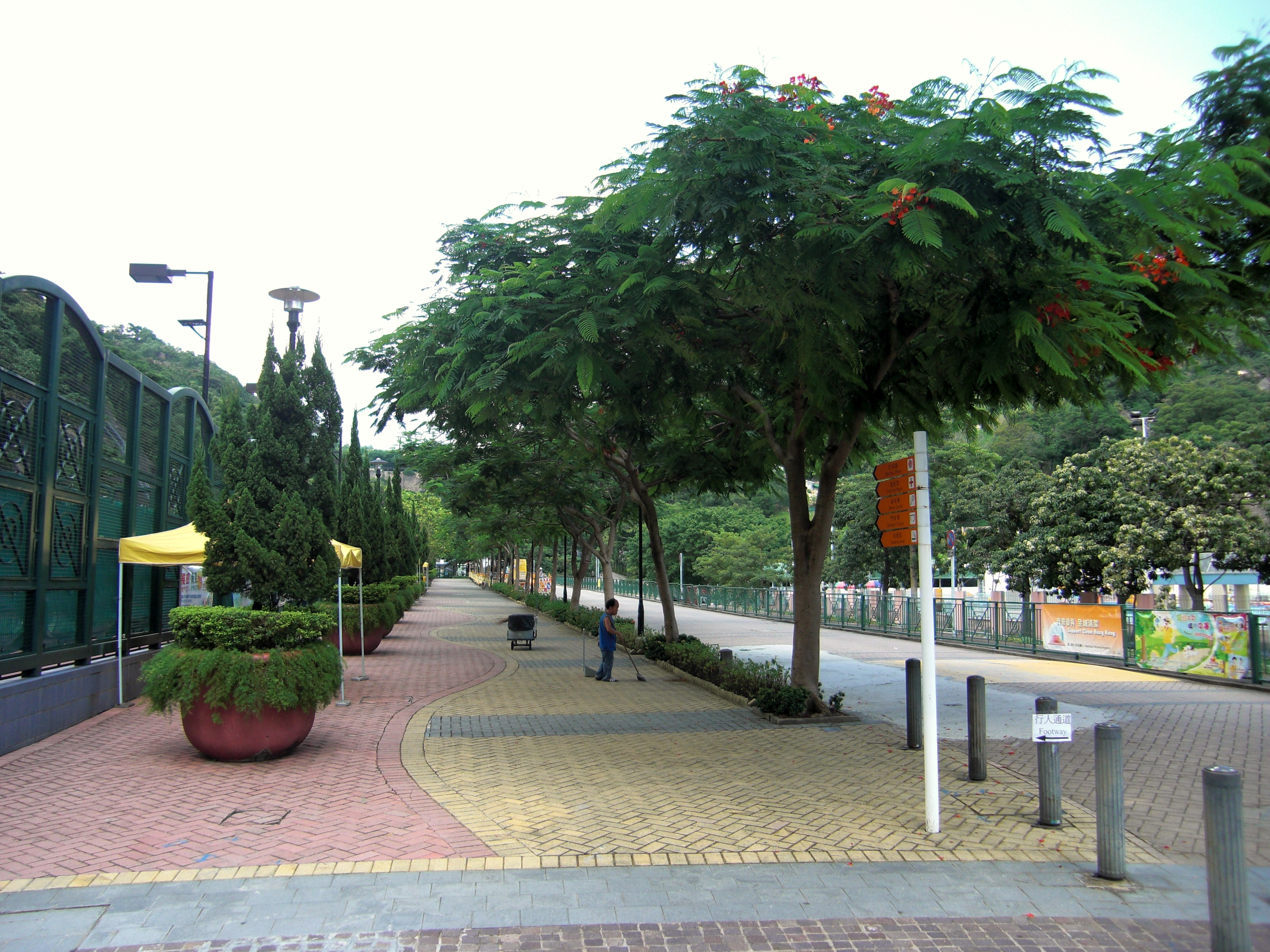
位於佐敦谷遊樂場2期第1階段、昔日為佐敦谷北道一部分的通道（2009年9月）

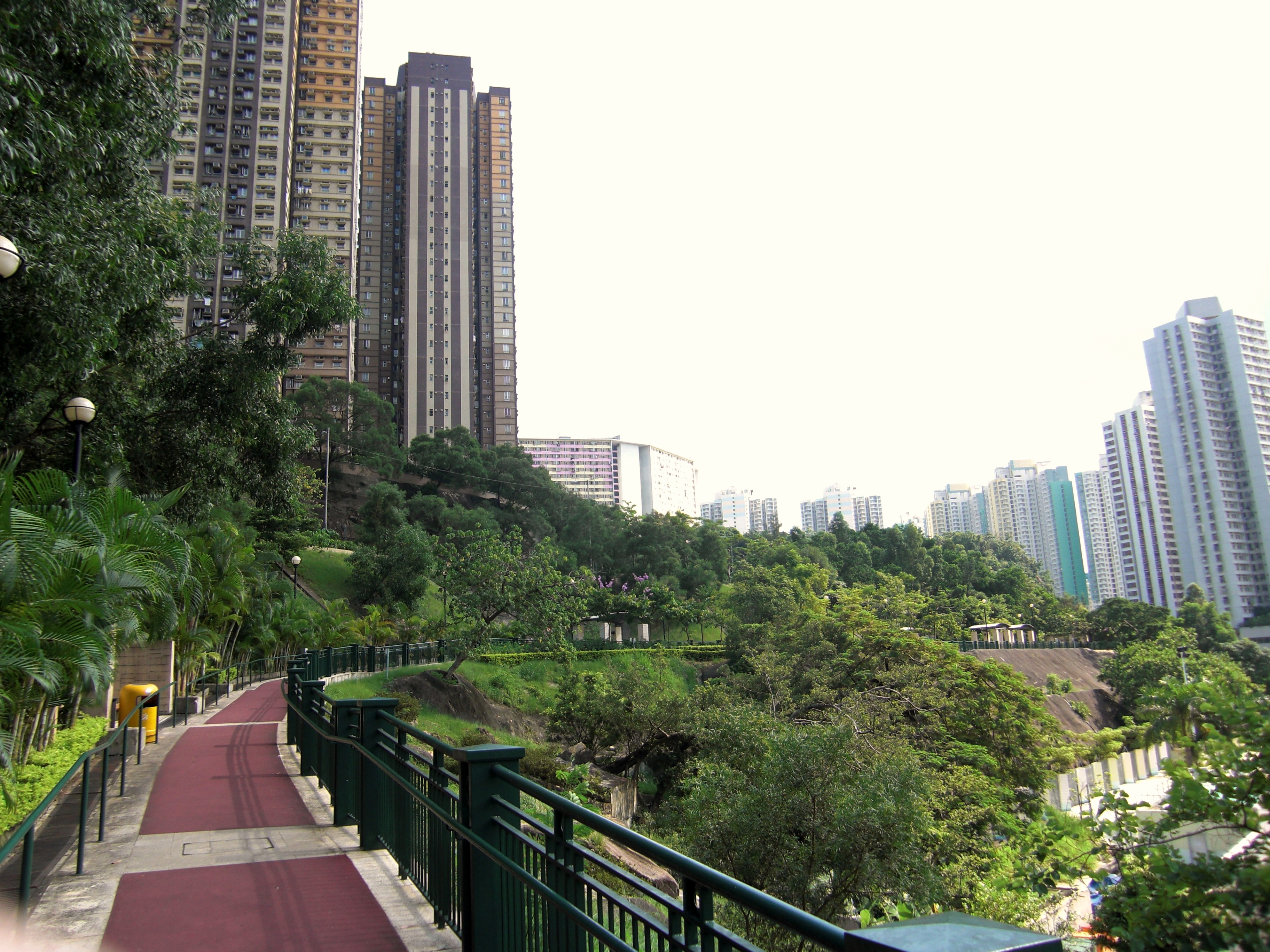
佐敦谷遊樂場2期第2階段佐敦谷南道入口一方的晨運徑（2009年9月）

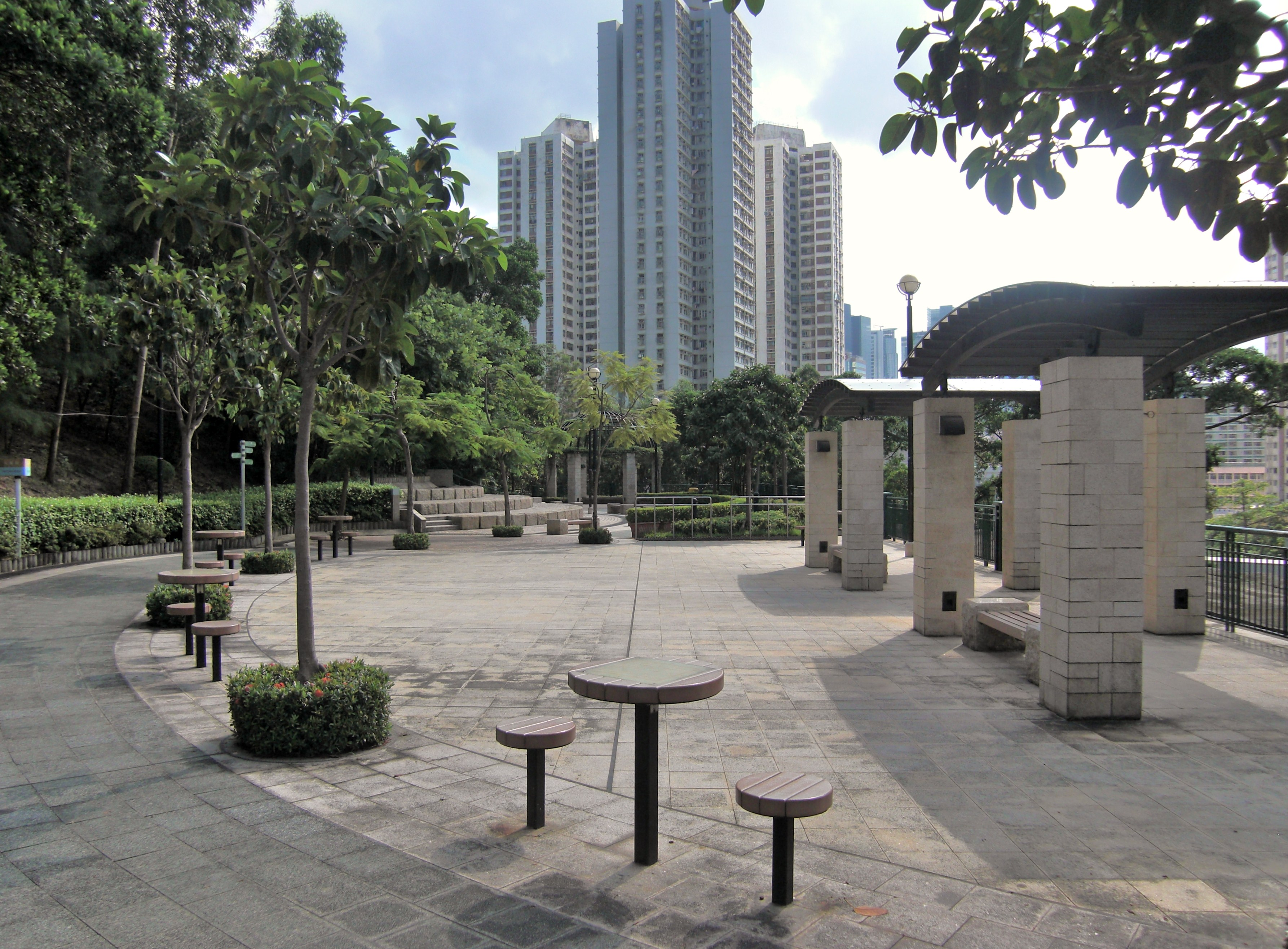
佐敦谷遊樂場2期第2階段晨運徑的觀景台（2009年9月）

佐敦谷遊樂場所在地（除第一期外）前身為佐敦谷邨。政府決定拆卸佐敦谷邨後，認為該區大廈林立，非常擠迫，以及區內的康樂設施太少，所以決定把拆卸後的佐敦谷邨空地改建為佐敦谷遊樂場及佐敦谷游泳池；遊樂場分為3期興建。

### 佐敦谷遊樂場第1期
佐敦谷遊樂場第1期位於彩霞道旁，佔地約6.3公頃，於1996年竣工，佔地約6.3公頃，遊樂場全日開放。該遊樂場設有太極場地、兒童遊樂場、棋䒷、涼亭等康樂設施以及1條通道連接彩霞邨。

### 佐敦谷遊樂場二期第1階段
該遊樂場同樣位於彩霞道、佐敦谷遊樂場第一期旁，鄰近佐敦谷游泳池，佔地約0.5公頃，於2000年9月8日啟用。裹面的道路前身為佐敦谷北道，現已成為私家路。遊樂場每日開放時間為早上7時至晚上11時。遊樂場設有兩個免費草地門球場、四個網球場以及休憩設施，亦設有更衣室及洗手間。

### 佐敦谷遊樂場二期第二階段
佐敦谷遊樂場二期第二階段位於振華道旁，於2002年竣工，佔地約6公頃。遊樂場每日開放時間為早上7時至晚上11時。遊樂場設有兩個籃球場兼排球場、一個兒童遊樂場地、 一個園景花園，花園設有涼亭，避雨亭和大型花圃、一個太極練習場、 一條緩跑徑／晨運徑以及一座廁所大樓。

## 開放時間
- 網球場：07:00-23:00
- 第1期：24小時開放
- 第2期：07:00-23:00

## 禁煙安排
此場地（除吸煙區外）禁止吸煙。

## 圖集

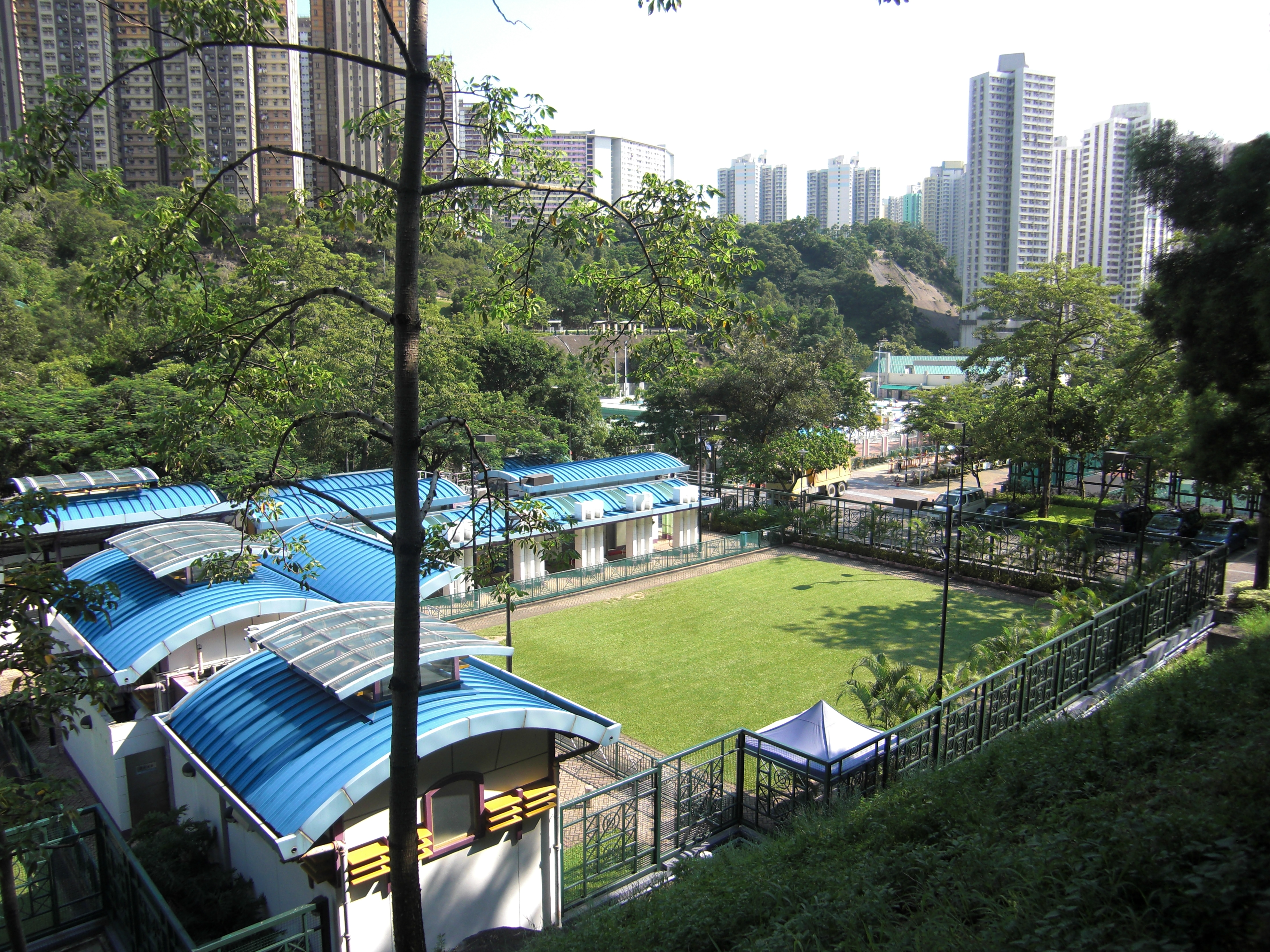
佐敦谷遊樂場二期第一階段的草地門球場（2009年9月）
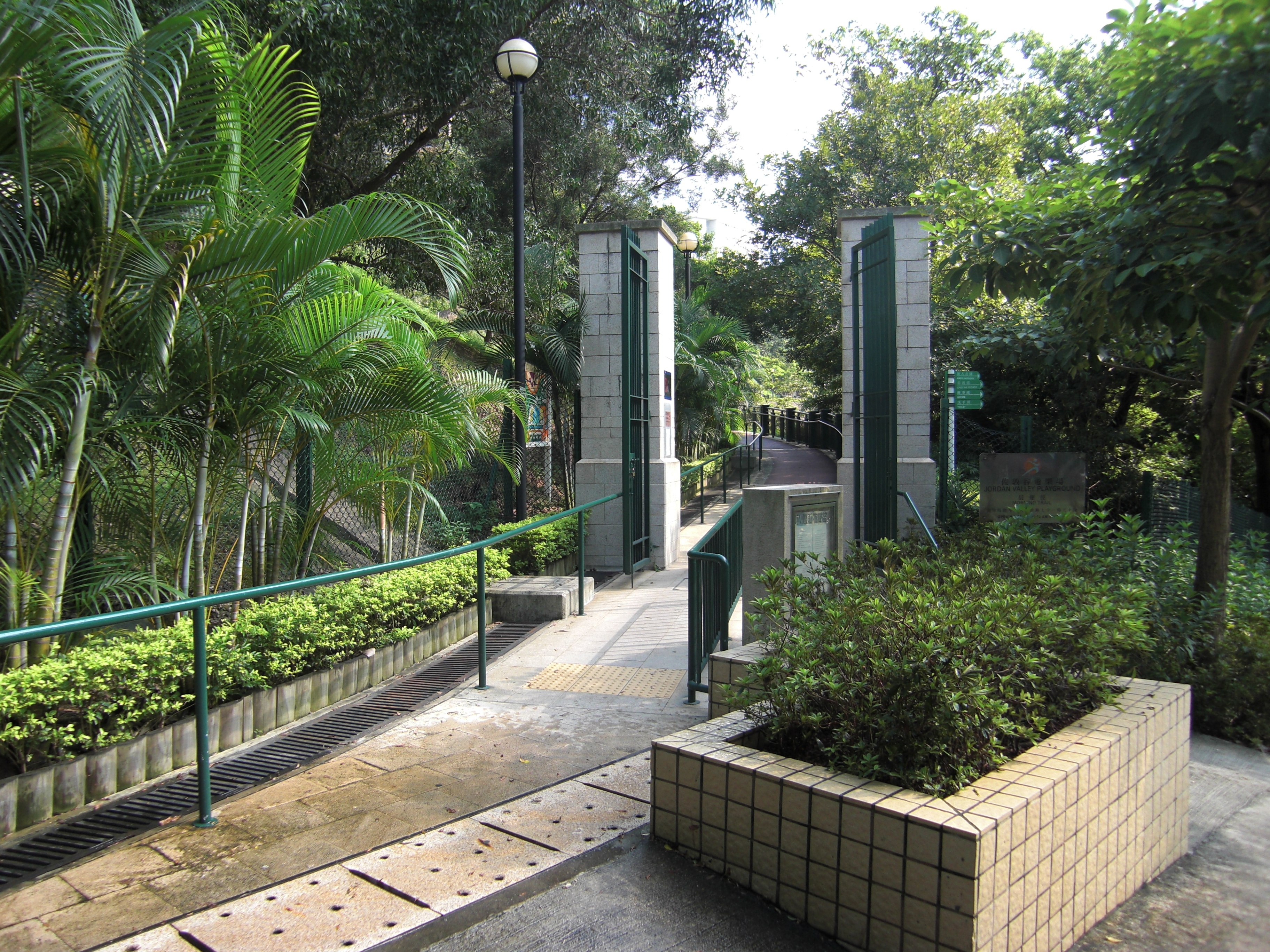
佐敦谷遊樂場二期第二階段佐敦谷南道入口（2009年9月）

## 資料來源
1. ↑   (新闻稿). 政府新聞網. 2000-09-07  [2025-02-10]. （原始内容存档于2009-07-04）.
2. ↑  .   [2017-12-18]. （原始内容存档于2016-10-26）.
3. 1 2  .   [2017-12-18]. （原始内容存档于2016-09-27）.
4. 1 2  .   [2017-12-18]. （原始内容存档于2017-02-05）.
5. 1 2  .   [2017-12-18]. （原始内容存档于2017-01-09）.
6. ↑  .   [2017-12-18]. （原始内容存档于2016-10-24）.
7. ↑  牛頭角站　—　旺角登打士街[永久]
8. 1 2  .   [2017-12-18]. （原始内容存档于2017-01-08）.
9. ↑  .   [2017-12-18]. （原始内容存档于2016-09-27）.
10. 1 2  .   [2017-12-18]. （原始内容存档于2018-10-29）.
11. 1 2  .   [2017-12-18]. （原始内容存档于2016-10-22）.
12. ↑  .   [2017-12-18]. （原始内容存档于2016-09-27）.
13. ↑  .   [2017-12-18]. （原始内容存档于2016-09-27）.
14. ↑  .   [2017-12-18]. （原始内容存档于2017-01-11）.
15. ↑  .   [2017-12-18]. （原始内容存档于2018-08-08）.
16. ↑  .   [2017-12-18]. （原始内容存档于2018-06-12）.
17. ↑  .   [2017-12-18]. （原始内容存档于2017-01-17）.

## 外部連結
- 康樂及文化事務署 - 康樂場地

22°19′30″N 114°13′05″E / 22.3251°N 114.2181°E